# Mezio
Mezio ist ein Ort und eine ehemalige Gemeinde (Freguesia) im portugiesischen Kreis Castro Daire. Die Gemeinde hatte 484 Einwohner (Stand 30. Juni 2011).
Am 29. September 2013 wurden die Gemeinden Mezio und Moura Morta zur neuen Gemeinde União das Freguesias de Mezio e Moura Morta zusammengeschlossen. Mezio ist der Sitz dieser neu gebildeten Gemeinde.